# Jaroslav Svoboda (sdruženář)
Jaroslav Svoboda (* 21. května 1944, Železný Brod) je bývalý československý lyžař, sdruženář. Jeho manželkou byla lyžařka-běžkyně Gabriela Soukalová, matka biatlonistky a moderátorky Gabriely Soukalové. Po jeho emigraci se rozvedli. Závodil za Sebu Tanvald.

## Lyžařská kariéra
Na XI. ZOH v Sapporu 1972 skončil v severské kombinaci na 28. místě.